# Dirk Meier (Prähistoriker)
Dirk Meier (* 1. Oktober 1959 in Flensburg) ist ein deutscher Prähistoriker, Mediävist, Geoarchäologe  und Küstenforscher.
Dirk Meier legte das Abitur 1980 an der Auguste-Viktoria-Schule in Flensburg ab. Er studierte von 1981 bis 1983 Ur- und Frühgeschichte, Geologie und Ethnologie an der Universität Köln und von 1983 bis 1987 an der Universität Kiel. Dort promovierte er 1987/88 mit magna cum laude über slawische Archäologie. 1986 hatte er ein Reisestipendium der Universität Posen (Polen) inne. Von 1988 bis 2002 leitete er die Arbeitsgruppe Küstenarchäologie/Landschaftsentwicklung am Forschungs- und Technologiezentrum Westküste der Universität Kiel in Büsum. 1998 habilitierte er sich an der Universität Kiel über geoarchäologische Untersuchungen im Nordseeraum. Während dieser Zeit leitete er  Ausgrabungen im schleswig-holsteinischen Nordseeküstengebiet, vor allem in Eiderstedt und Dithmarschen.
Ferner leitete er die EU-Projekte „Landscape and Cultural Heritage of the Wadden Sea“ und „Pathways to Cultural Landscapes“. Von 2003 bis 2009 vertrat er den Lehrstuhl für Vor- und Frühgeschichte und Mittelalterarchäologie an der Universität Gießen. Zu seinen wissenschaftlichen Schwerpunkten gehört die Geoarchäologie, Küstenarchäologie und historische Umweltforschung als auch die Archäologie und Geschichte des frühen- und hohen Mittelalters. Darüber hat er in wissenschaftlichen Fachzeitschriften Beiträge veröffentlicht, mehrere Bücher verfasst und im Vorfeld von Bauprojekten Gutachten verfertigt. 

## Schriften
- Scharstorf. Eine slawische Burg in Ostholstein und ihr Umland. Archäologische Funde (= Veröffentlichungen des Sonderforschungsbereichs 17. Archäologische Arbeitsgruppen 15 = Offa-Bücher 70). Wachholtz, Neumünster 1990, ISBN 3-529-01170-3.
- Landschaftsentwicklung und Siedlungsgeschichte des Eiderstedter und Dithmarscher Küstengebietes. Untersuchungen der AG Küstenarchäologie des FTZ Westküste (= Universitätsforschungen zur prähistorischen Archäologie. Bd. 79). 2 Teile (Tl. 1: Die Siedlungen. Tl. 2: Der Siedlungsraum.). Habelt, Bonn 2001, ISBN 3-7749-3078-3 (Zugleich: Kiel, Univ., Habil.-Schr., 1997).
- Bauer, Bürger, Edelmann. Stadt und Land im Mittelalter. Thorbecke, Ostfildern 2003, ISBN 3-7995-0115-0.
- Siedeln und Leben am Rande der Welt. Zwischen Steinzeit und Mittelalter (= Archäologie in Deutschland. Sonderheft 2003). Theiss, Stuttgart 2003, ISBN 3-8062-1846-3.
- Seefahrer, Händler und Piraten im Mittelalter. Thorbecke, Ostfildern 2004, ISBN 3-7995-0142-8 (In englischer Sprache: Seafarers, Merchants and Pirates in the Middle Ages. Translated by Angus McGeoch. The Boydell Press, Woodbridge 2006, ISBN 1-84383-237-2).
- Land Unter! Die Geschichte der Flutkatastrophen. Thorbecke, Ostfildern 2005, ISBN 3-7995-0158-4.
- Die Nordseeküste. Geschichte einer Landschaft. Boyens, Heide 2006, ISBN 3-8042-1182-8 (2. Auflage. ebenda 2007, ISBN 978-3-8042-1182-7).
- Schleswig-Holsteins Küsten im Wandel. Von der Eiszeit zur globalen Klimaerwärmung (= Kleine Schleswig-Holstein-Bücher. Bd. 58). Boyens, Heide 2007, ISBN 978-3-8042-1225-1.
- Land in Sicht. Entwicklung der Seefahrt. (Entwicklung der Seefahrt an Nord- und Ostsee). Boyens, Heide 2009, ISBN 978-3-8042-1272-5.
- Weltnaturerbe Wattenmeer. Kulturlandschaft ohne Grenzen. Boyens, Heide 2010, ISBN 978-3-8042-1314-2.
- Schleswig-Holstein im frühen Mittelalter. Landschaft – Archäologie – Geschichte. Boyens, Heide 2011, ISBN 978-3-8042-1341-8.
- Naturgewalten im Weltnaturerbe Wattenmeer. Boyens, Heide 2012, ISBN 978-3-8042-1355-5.
- Schleswig-Holstein im hohen und späten Mittelalter. Landesausbau – Dörfer – Städte. Neue Ausgabe. Boyens, Heide 2012, ISBN 978-3-8042-1366-1.
- Die Unterelbe. Vom Urstromtal bis zur Elbvertiefung. Boyens, Heide 2014, ISBN 978-3-8042-1394-4.
- Unsere Ostseeküste. Landschaft und Geschichte. Boyens, Heide 2015, ISBN 978-3-8042-1411-8.
- Menschen in Bewegung. Schleswig-Holstein als Ein- und Auswanderungsland von der Prähistorie bis zur Gegenwart. Boyens, Heide 2017, ISBN 978-3-8042-1452-1.
- Sylt: Eine Landschaftsgeschichte. Boyens, Heide 2018, ISBN 978-3-8042-1482-8.
- Schleswig-Holstein. Eine Landschaftsgeschichte. Boyens, Heide 2019, ISBN 978-3-8042-1504-7.
- Die Halligen in Vergangenheit und Gegenwart. Boyens, Heide 2020, ISBN 978-3-8042-1533-7.
- Zwischen Nord- und Ostsee. Tagestouren in die Landschaftsgeschichte. Boyens, Heide 2021, ISBN 978-3-8042-1540-5.
- Die Nordseeküste Schleswig-Holsteins. Ein historischer Atlas. Boyens, Heide 2022, ISBN 978-3-8042-1562-7.
- Wohin mit dem Wasser? Niederungsgebiete in Schleswig-Holstein. Boyens, Heide 2024, ISBN 978-3-8042-1578-8.